# Nuoto in acque libere ai campionati mondiali di nuoto 2023 - 5 km femminili
La gara dei 5 km in acque libere femminile dei campionati mondiali di nuoto 2023 è stata disputata il 18 luglio 2023 nelle acque del Seaside Momochi Beach Park di Fukuoka, in Giappone, a partire dalle ore 08:00. Vi hanno preso parte 59 atlete provenienti da 39 nazioni.
La competizione è stata vinta dalla nuotatrice tedesca Leonie Beck, mentre l'argento e il bronzo sono andati rispettivamente all'olandese Sharon van Rouwendaal e alla brasiliana Ana Marcela Cunha.

## Risultati
| Pos.    | Atleta                   | Nazionalità   | Tempo     |
| ------- | ------------------------ | ------------- | --------- |
| Oro     | Leonie Beck              | Germania      | 59'31"7   |
| Argento | Sharon van Rouwendaal    | Paesi Bassi   | 59'32"7   |
| Bronzo  | Ana Marcela Cunha        | Brasile       | 59'33"9   |
| 4       | Angélica André           | Portogallo    | 59'35"6   |
| 5       | Barbara Pozzobon         | Italia        | 59'35"8   |
| 6       | Viviane Jungblut         | Brasile       | 59'38"2   |
| 7       | Aurélie Muller           | Francia       | 59'40"1   |
| 8       | Bettina Fabian           | Ungheria      | 59'44"2   |
| 9       | Mafalda Rosa             | Portogallo    | 59'44"6   |
| 10      | Moesha Johnson           | Australia     | 59'46"3   |
| 11      | Anastasija Kirpičnikova  | Francia       | 59'46"4   |
| 12      | Ángela Martínez          | Spagna        | 59'50"3   |
| 13      | Jeannette Spiwoks        | Germania      | 1h00'05"1 |
| 14      | Ichika Kajimoto          | Giappone      | 1h00'56"4 |
| 15      | Maria Bramont Arias      | Perù          | 1h01'09"4 |
| 16      | Anna Olasz               | Ungheria      | 1h01'09"4 |
| 17      | Eva Fabian               | Israele       | 1h01'11"4 |
| 18      | Mariah Denigan           | Stati Uniti   | 1h01'18"3 |
| 19      | Wang Kexin               | Cina          | 1h01'19"6 |
| 20      | Bianca Crisp             | Australia     | 1h01'19"8 |
| 21      | Rachele Bruni            | Italia        | 1h01'24"2 |
| 22      | Candela Sánchez          | Spagna        | 1h01'25"3 |
| 23      | Speia Perse              | Slovenia      | 1h01'25"6 |
| 24      | Amica de Jager           | Sudafrica     | 1h01'28"9 |
| 25      | Li Shan Chantal Liew     | Singapore     | 1h01'29"3 |
| 26      | Lenka Štěrbová           | Rep. Ceca     | 1h01'46"7 |
| 27      | Nefeli Giannopoulou      | Grecia        | 1h01'48"6 |
| 28      | Yin Tsz Nip              | Hong Kong     | 1h02'15"7 |
| 29      | Candela Giordanino       | Argentina     | 1h02'24"7 |
| 30      | Diana Taszhanova         | Kazakistan    | 1h02'25"9 |
| 31      | Yu Wen Ten               | Taipei cinese | 1h02'26"5 |
| 32      | Martha Sandoval          | Messico       | 1h02'26"6 |
| 33      | Bailey O'Reagan          | Canada        | 1h02'27"0 |
| 34      | Lamees Elsokkary         | Egitto        | 1h02'28"1 |
| 35      | Miku Kojima              | Giappone      | 1h02'28"8 |
| 36      | Ma Xiaoming              | Cina          | 1h02'29"0 |
| 37      | Alena Benešová           | Rep. Ceca     | 1h02'29"4 |
| 38      | Jeongmin Lee             | Corea del Sud | 1h02'30"1 |
| 39      | Hae Rim Lee              | Corea del Sud | 1h02'33"9 |
| 40      | Nikita Lam               | Hong Kong     | 1h02'34"7 |
| 41      | Amber Keegan             | Gran Bretagna | 1h02'35"5 |
| 42      | Kate Beavon              | Sudafrica     | 1h02'46"5 |
| 43      | Klara Bošnjak            | Croazia       | 1h03'12"3 |
| 44      | Alejandra Hoyos          | Messico       | 1h05'55"5 |
| 45      | Mariya Fedotova          | Kazakistan    | 1h05'57"4 |
| 46      | Nadine Karim             | Egitto        | 1h05'59"2 |
| 47      | Britta Schwengle         | Aruba         | 1h06'49"5 |
| 48      | Orian Gablan             | Israele       | 1h06'57"1 |
| 49      | Alondra Itzel Quiles     | Porto Rico    | 1h07'14"4 |
| 50      | Anastasiya Zelinskaya    | Uzbekistan    | 1h07'15"9 |
| 51      | Malak Meqdar             | Marocco       | 1h07'16"2 |
| 52      | Mariela Guadamuro        | Porto Rico    | 1h10'32"8 |
| 53      | Maria Porres             | Guatemala     | 1h11'37"8 |
| 54      | Bangalore Mahesh Rithika | India         | 1h12'23"2 |
| 55      | Sofie Frichot            | Seychelles    | 1h13'46"0 |
| -       | Kisha Jiménez            | Costa Rica    | OTL       |
| -       | Rafaela Santo            | Angola        | OTL       |
| -       | Swagiah Mubiru           | Uganda        | OTL       |
| -       | Fátima Portillo          | El Salvador   | DNS       |
| -       | Sabrina Condori          | Bolivia       | DNS       |
| -       | Parizoda Iskandarova     | Uzbekistan    | DSQ       |